# Рефлекс Россолимо
Рефлекс Россолимо (патологический стопный/кистевой сгибательный рефлекс) — патологический рефлекс, проявляющийся в сгибании пальцев стопы (нижний рефлекс Россолимо) или кисти (верхний рефлекс Россолимо) при быстром касательном ударе по подушечкам пальцев. Назван в честь российского невролога Г. И. Россолимо.

## Патофизиология
Является проявлением поражения системы центрального двигательного нейрона, которая включает двигательные нейроны прецентральной извилины коры головного мозга, а также их аксоны, составляющие кортикоспинальный путь (лат. tractus corticospinalis), идущие к двигательным нейронам передних рогов спинного мозга. Волокна кортикоспинального пути проводят тормозные импульсы, которые препятствуют возникновению онтогенетически более старых сегментарных спинальных рефлексов. При поражении системы центрального двигательного нейрона поступление тормозных импульсов к двигательным нейронам спинного мозга прекращается, что в частности проявляется возникновением патологического рефлекса Россолимо.
При этом отмечено, что в отличие от патологического рефлекса Бабинского, появляющегося при остром поражении пирамидной системы (за исключением позвоночно-спинномозговой травмы с явлением спинального шока), рефлекс Россолимо является более поздним проявлением спастического паралича.

## Рефлекторная дуга нижнего рефлекса Россолимо
Рецепторы тактильной чувствительности латеральной поверхности подошвы → 

большеберцовый нерв (лат. nervus tibialis) → 

седалищный нерв (лат. nervus ischiadicus) → 

чувствительные нейроны задних рогов спинного мозга (сегменты LIV, LV, SI) → 

двигательные нейроны передних рогов спинного мозга → 

седалищный нерв (лат. nervus ischiadicus) → 

большеберцовый нерв (лат. nervus tibialis) (сегменты LIV, LV, SI) → 

мышцы, сгибающие пальцы ноги.